# Radulochaete ceracea
Radulochaete ceracea är en svampart som beskrevs av Rick 1940. Radulochaete ceracea ingår i släktet Radulochaete, ordningen Cantharellales, klassen Agaricomycetes, divisionen basidiesvampar och riket svampar.   Inga underarter finns listade i Catalogue of Life.